# Кошаков Дмитро Анатолійович
Дмитро Анатолійович Кошаков (нар. 26 листопада 1974, Євпаторія, Кримська область, УРСР) — український футболіст, нападник нижчолігового польського клубу СГГ (Камєнєц).

## Життєпис
Футбольну кар'єру розпочав у складі СК «Миколаїв», але виступав виключно за другу команду. Влітку 1997 року виїхав до Молдови, де захищав кольори столичного клубу «Молдова-Газ», проте вже через півроку повернувся до України, де підписав контракт з херсонським «Кристалом». Восени 1999 року виїхав до Польщі. По завершенні зимової перерви виступав у «Аміці» (Вронкі), а потім перейшов до «Дискоболії» (Гродзиськ-Великопольський). Виступав також у «Промені» (Опалениця) та «Полонії» (Новий Томишль). На початку 2010 року перейшов до «Полонія» (Сьрода-Великопольська). Потім виступав за «Погонь» (Львувек). З 2011 по 2017 рік захищав кольори нижчолігових та аматорських клубів «Сокул» (Пневи), «Мавіт» (Львувек) та «Корона» (с. Буковец). З 2018 року виступає в СГГ (Камєнєц).
У польській першій лізі зіграв 35 матчів (7 — в «Аміці», 28 — у «Дискоболії») та відзначився 7-а голами (1 — в «Аміці», 6 — у «Дискоболії»).